# Jennifer Galais
Pour les articles homonymes, voir Galais.
Jennifer Galais (née le 7 mars 1992 à Lyon 4e) est une athlète française, spécialiste des épreuves de sprint.

## Biographie
Elle remporte la médaille de bronze du 200 mètres lors des championnats d'Europe juniors 2011, à Tallin en Estonie, derrière la Britannique Jodie Williams et la Néerlandaise Jamile Samuel.
Le 10 juillet 2016, elle se classe avec ses coéquipières 6e de la finale du relais 4 x 100 m des Championnats d'Europe d'Amsterdam en 43 s 05.

## Palmarès

### International
| Date | Compétition                       | Lieu        | Résultat | Épreuve   | Temps         |
| ---- | --------------------------------- | ----------- | -------- | --------- | ------------- |
| 2011 | Championnats d'Europe juniors     | Tallin      | 3e       | 200 m     | 23 s 55       |
| 2014 | Championnats d'Europe par équipes | Brunswick   | 2e       | 4 × 100 m | 43 s 19       |
| 2015 | Relais mondiaux de l'IAAF         | Nassau      | finale   | 4 × 200 m | DNF           |
| 2015 | Championnats d'Europe par équipes | Tcheboksary | 10e      | 100 m     | 12 s 12       |
| 2015 | Championnats d'Europe par équipes | Tcheboksary | 6e       | 4 x 100 m | 43 s 84       |
| 2016 | Championnats d'Europe             | Amsterdam   | 5e       | 4 x 100 m | 43 s 05       |
| 2017 | Relais mondiaux de l'IAAF         | Nassau      | 6e       | 4 × 200 m | 1 min 35 s 11 |
| 2018 | Jeux méditerranéens               | Tarragone   | 1re      | 4 x 100 m | 43 s 29       |
| 2018 | Championnats d'Europe             | Berlin      | 5e       | 4 x 100 m | 43 s 10       |

### National
- Championnats de France d'athlétisme
  - 200 m : vainqueur en 2016 et 2017

### Records
| Épreuve | Performance | Lieu       | Date         |
| ------- | ----------- | ---------- | ------------ |
| 100 m   | 11 s 25     | Vénissieux | 4 juin 2016  |
| 200 m   | 23 s 06     | Aubagne    | 15 juin 2014 |